# Oberbillwerder

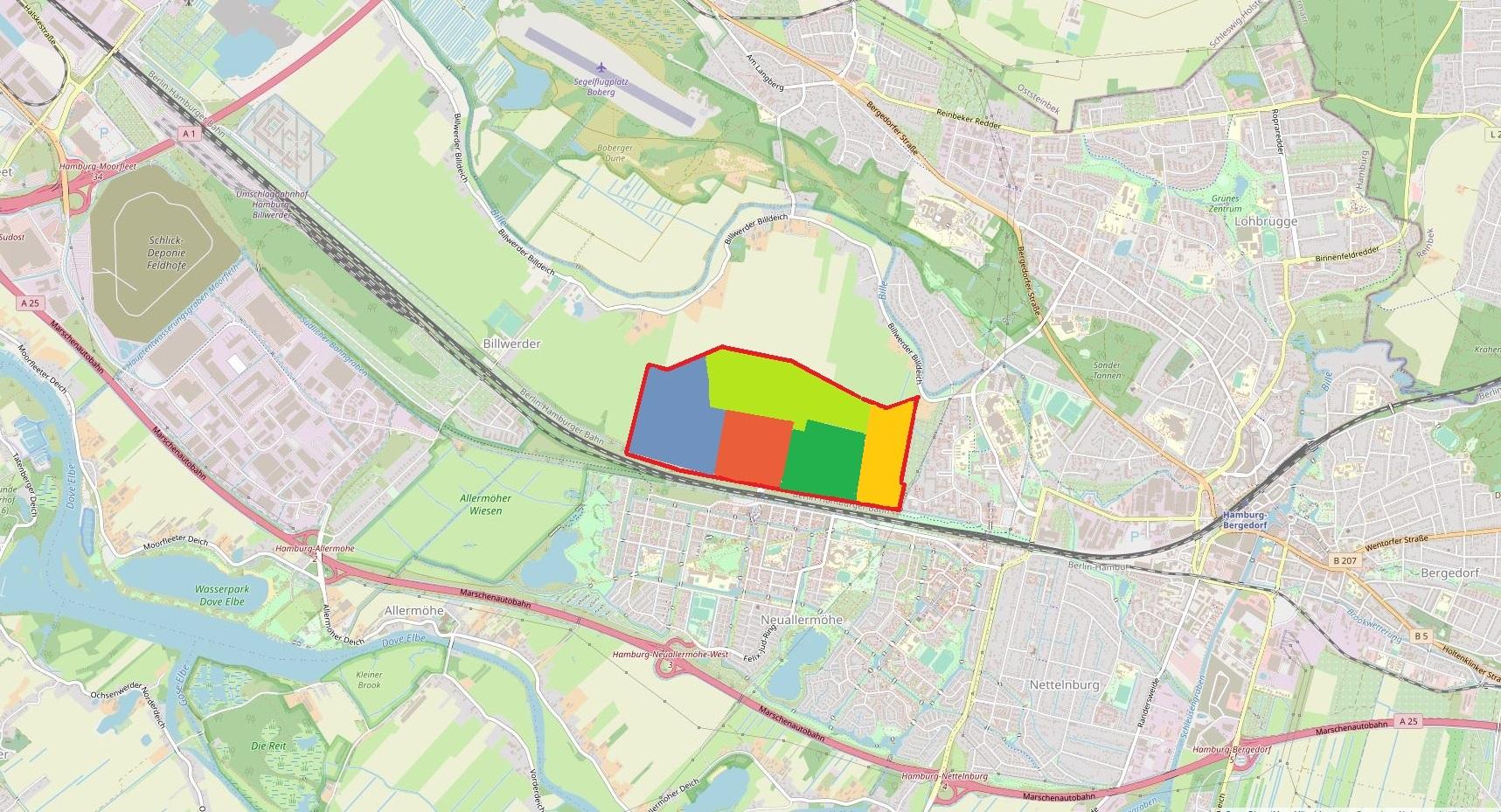
Skizze des Planungsgebiets mit Quartieren gemäß Masterplan (2019):
Blaues Quartier
Bahn-Quartier
Grünes Quartier
Park-Quartier
Land-Quartier („Agri“)

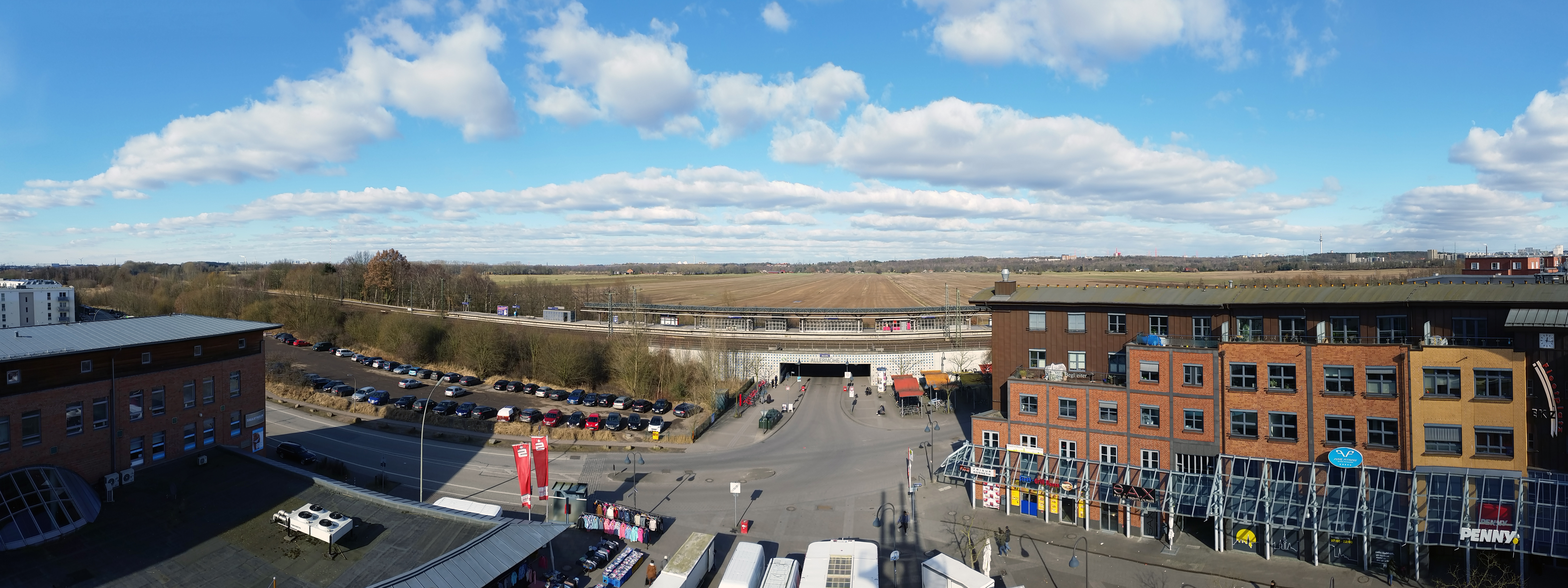
Blick über den Bahndamm der S-Bahn und den S-Bahnhof Allermöhe auf das Planungsgebiet Oberbillwerder

Oberbillwerder ist ein 124 ha großes Stadtentwicklungsgebiet im Hamburger Osten, das zum Bezirk Bergedorf gehört. Oberbillwerder soll vom heutigen Stadtteil Billwerder abgetrennt werden und wäre dann der 105. Stadtteil Hamburgs. Vorgesehen ist der Bau von bis zu 7.000 Wohnungen für 15.000 Menschen sowie Büro- und Gewerbeflächen für bis zu 5.000 Arbeitsplätze.

## Lage
Der Planungsraum für Oberbillwerder umfasst den östlichen Teil des heutigen Stadtteils Hamburg-Billwerder. Die derzeit überwiegend landwirtschaftlich genutzten Flächen befinden sich im Eigentum der Freien und Hansestadt Hamburg. Oberbillwerder ist Teil der Bergedorfer Marschlande. Südlich von Oberbillwerder liegen die in den 1980er und 1990er Jahren erbauten Siedlungen Neuallermöhe-West und Neuallermöhe-Ost. Im Osten grenzt das Planungsgebiet an die Großwohnsiedlung Bergedorf-West. Nördlich von Oberbillwerder liegen das Straßendorf Billwerder am Billwerder Billdeich, die Bille und das Naturschutzgebiet Boberger Dünen.

## Geschichte
Die Fläche des Planungsgebiets befindet sich seit 1910 im Besitz der Stadt Hamburg, die sie an Bauern verpachtet. In den 1990er Jahren war eine Bebauung im Gespräch, nach dem kurz zuvor entwickelten Neubaugebiet Neuallermöhe-West (oder „Neuallermöhe II“) auch als „Neuallermöhe III“ bezeichnet.
2011 beantragte die CDU-Opposition in der Bezirksversammlung Bergedorf, den Flächennutzungsplan zu ändern, und den Bereich Oberbillwerder als reine Landwirtschaftsfläche auszuweisen. Der von Linken und Grünen unterstützte CDU-Antrag wurde von der SPD-Mehrheit mit den Stimmen von FDP und Piraten abgelehnt, die Fläche blieb weiterhin Wohnbau, Gewerbe und gemischten Bauflächen vorbehalten.
Der Hamburger Senat beauftragte 2016 die städtische Projektentwicklungsgesellschaft IBA Hamburg GmbH mit der Erstellung eines Masterplans für das Gebiet Oberbillwerder. Diese Phase umfasste auch die Aufstellung eines Kosten- und Finanzierungsplans sowie die Bürgerbeteiligung. Ab Herbst 2016 fanden dazu über anderthalb Jahre unter anderem öffentliche Veranstaltungen, Gespräche mit Vereinen und Initiativen und Workshops mit Experten und Stakeholdern statt. Der Masterplan wurde in Abstimmung mit der Behörde für Stadtentwicklung und Wohnen (BSW) und dem Bezirksamt Bergedorf bis 2018 entwickelt.
Im Mai 2018 kürte eine Fachjury den Siegerentwurf „The Connected City“ des internationalen Planungsteams ADEPT ApS aus Kopenhagen mit Karres en Brands aus Hilversum und Transsolar aus Stuttgart. Nach Überarbeitung des städtebaulichen Entwurfs beschloss der Hamburger Senat am 26. Februar 2019 den resultierenden Masterplan. Am 25. April 2019 fasste die Bezirksversammlung Bergedorf den Beschluss, das Bebauungsplanverfahren für Oberbillwerder einzuleiten.
Im Dezember 2019 wurde der Masterplan Oberbillwerder beim World Architecture Festival in Amsterdam mit dem Preis „Future Project of the Year“ ausgezeichnet.

## Planung

### Quartiersentwicklung
Ab Mitte der 2020er Jahre sind im Planungsgebiet Oberbillwerder bis zu 7.000 Wohneinheiten für 15.000 Anwohner geplant. Die Gebäude sollen in unterschiedlichen Typologien entstehen. Dazu kommt der Raumbedarf für bis zu 5.000 Arbeitsplätze. Die ersten Erschließungsarbeiten sollen ab 2022 beginnen, ab Mitte der 2020er Jahre sollen die ersten Häuser gebaut werden. Der gesamte Planungs- und Realisierungsprozess wird auf 10 bis 15 Jahre veranschlagt.
In Oberbillwerder soll ein lebendiger Stadtteil entstehen, keine „Schlafstadt“. Geplant sind dafür fünf unterschiedliche Quartiere mit Wohnungen für Studenten, Familien, barrierefreie Wohnungen, Eigentumswohnungen, Mietwohnungen sowie Angebote für Baugemeinschaften. Dabei wird der „Hamburger Drittelmix“ eingehalten, also je ein Drittel geförderte Mietwohnungen, frei finanzierte Mietwohnungen und Eigentum. Der Anteil für Baugemeinschaften soll bis zu 20 Prozent betragen. Das Ziel des Hamburger Senats ist es, ein breites Angebot an bezahlbarem Wohnraum zu schaffen. Das „serielle Bauen“, der freifinanzierte 8-Euro-Wohnungsbau sowie die Vergabe von Grundstücken im Erbbaurecht sollen ermöglicht werden. Das Mobilitätskonzept mit wenig motorisiertem Individualverkehr und energieeffiziente Wohn- und Arbeitsformen sollen zur Erreichung der Ziele des Hamburger Klimaplans beitragen.
Laut Masterplan soll ein Grüngürtel („Grünes Loop“) die fünf unterschiedlichen Quartiere miteinander verbinden. Diese weisen jeweils einen eigenständigen Charakter auf und sind um mehrere kleinräumliche Plätze organisiert. Unter dem Schlagwort „Active City“ sollen Angebote für Bildung, Kultur, Freizeit, Sport und Erholung entstehen. Insgesamt sind in Oberbillwerder 28 Hektar Freiraumflächen geplant.

### Bildung
Oberbillwerder gehört im Hamburger Schulentwicklungsplan 2019 zusammen mit den Stadtteilen Bergedorf, Lohbrügge und Neu-Allermöhe zur Region 20a. In Oberbillwerder werden pro Jahrgang etwa 200 Schülerinnen und Schüler erwartet, was je nach Schulform bis zu neun Zügen entspricht. Für Oberbillwerder sieht der Schulentwicklungsplan den Neubau von zwei Grundschulen, einer Stadtteilschule und einem Gymnasium vor. Alle diese Schulen sollen vier bis fünfzügig ausgebaut werden. Entsprechend dem Masterplan sollen Gymnasium und Stadtteilschule auf einem gemeinsamen Campus untergebracht werden. Daneben sind 14 Kitas vorgesehen.
Die Fakultät Life Sciences der HAW Hamburg soll nach Oberbillwerder verlagert werden.

### Anbindung und Mobilität
Oberbillwerder soll über die S-Bahn-Station Allermöhe an den öffentlichen Nahverkehr angeschlossen werden. Die Haltestelle läge direkt am südlichen Quartierseingang. Laut Masterplan Oberbillwerder sollen zusätzliche S-Bahn-Kapazitäten für mehr Fahrgäste geschaffen werden. Es ist vorgesehen, Oberbillwerder an das städtische Netz der Velorouten anzubinden. Die Radschnellwege sollen dann Oberbillwerder sowohl mit der Hamburger Innenstadt als auch mit dem Stadtteil Bergedorf verbinden.
Für den Kfz-Verkehr sind drei Anbindungspunkte an das übergeordnete Straßennetz geplant: Eine der neuen Anbindungen ist in westlicher Richtung zum Mittleren Landweg und von dort zur Anschlussstelle Hamburg-Allermöhe der Autobahn A25 vorgesehen. Ebenfalls zur A25 führt die südöstliche Anbindung, die auch dem Anschluss in Richtung Bergedorf-Zentrum dienen soll. Über die dritte Anbindung nach Nordosten soll der Anschluss an die Bundesstraße B5 erfolgen.
Mittels der Planung Oberbillwerders soll der Verlust von Straßenraum an parkende Fahrzeuge minimiert werden. Statt Straßenparken soll es elf Parkhäuser (denglisch: „Mobility Hubs“) geben. Alle diese Parkhäuser sollen direkt an der Ringstraße liegen (denglisch: „Mobility Loop“), die den Stadtteil erschließen soll. Die Erdgeschosse der Parkhäuser sollen öffentlich oder gemeinschaftlich genutzt werden, zum Beispiel als Infrastruktur für Mobilitäts- und Serviceangebote. In den oberen Geschossen sollen private Pkw geparkt werden. Gleichzeitig ist in den Parkhäusern der Umstieg auf Fahrräder und Lastenräder für den Weg bis zur Haustür möglich. Die Flachdächer der Parkhäuser sollen begrünt werden, und somit Bewohnern, Tieren und Pflanzen dienen sowie zur Regenrückhaltung, Energieproduktion und Verbesserung des Stadtklimas beitragen.

### Naturraum und Entwässerung
In Oberbillwerder soll es eine kontrollierte Sammlung, Speicherung und Ableitung des Regenwassers geben. Der neue Stadtteil soll für die Wasserrückhaltung gerüstet sein, auch nach außergewöhnlichen Starkregen. Ergänzend zum Grünen Loop als Rückhaltefläche sollen Sport- und Naturflächen bei starkem Regen größere Wassermengen aufnehmen können, indem sie „geflutet“ werden. Zusätzlich ist ein naturnaher Rückhalteraum im Nordwesten des Gebiets vorgesehen. Das Entwässerungskonzept einschließlich der geplanten Höhenentwicklung des Geländes ist so konzipiert, dass es zu einer Verbesserung gegenüber der momentanen Situation auch für die angrenzenden Ackerflächen führen soll.

## Kritik

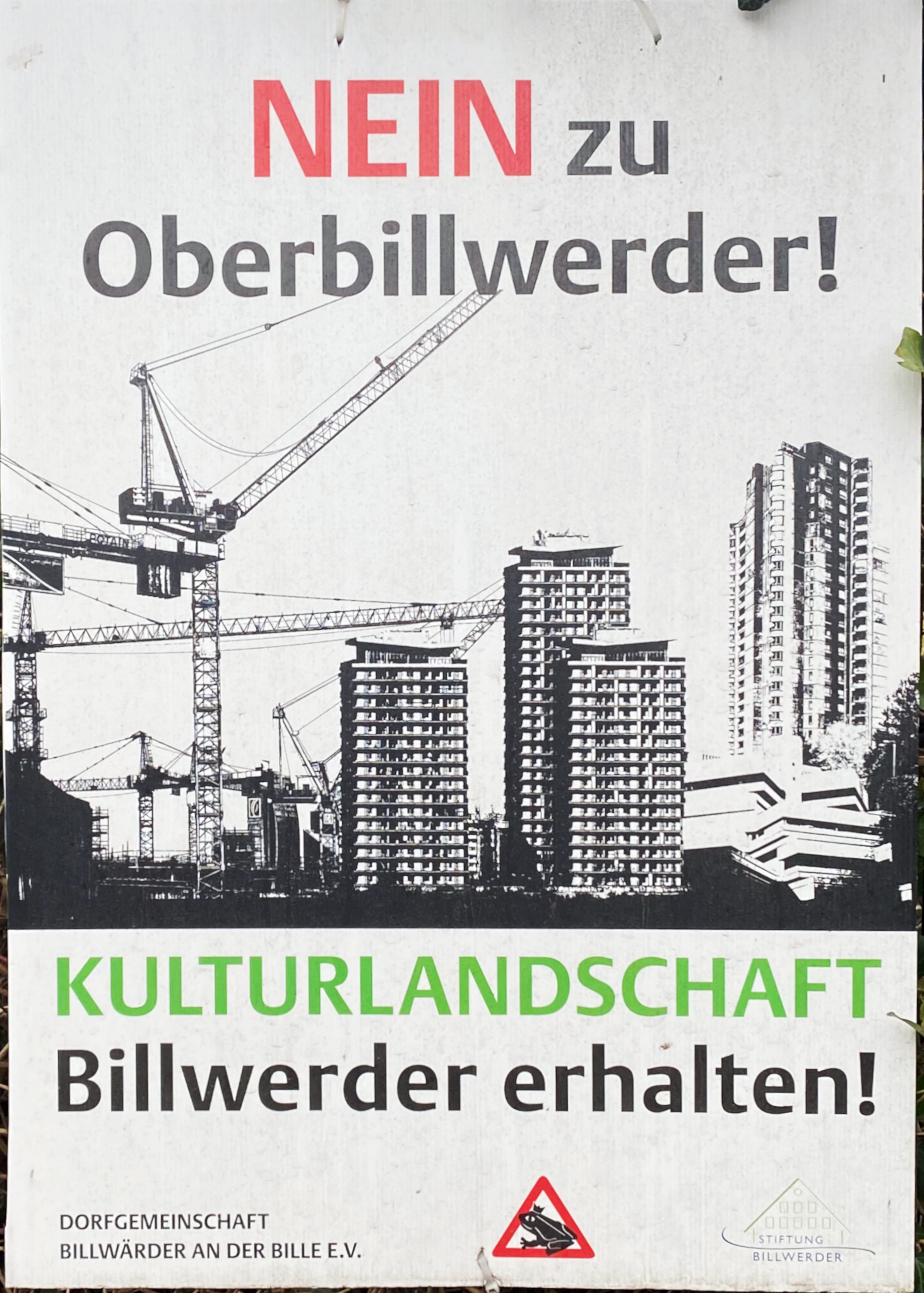
Plakat der „Dorfgemeinschaft Billwärder an der Bille“ in Lohbrügge (2021)

Im Mai 2019 organisierte die Gruppe „Nein zu Oberbillwerder“ unter Führung des 1988 gegründeten Vereins „Dorfgemeinschaft Billwärder an der Bille“ eine Trecker-Demonstration zum Hamburger Rathaus. Der Protest gegen den Bau von Oberbillwerder wurde mit der Verdrängung von Reitvereinen und Landwirten sowie der Bedrohung von seltenen Tier- und Pflanzenarten begründet. Außerdem sei das Entwässerungssystem Hamburgs gefährdet.
Im Januar 2020 reichten Mitglieder des Vereins „Dorfgemeinschaft Billwärder an der Bille“ im Bezirksamt Bergedorf 2.020 Unterschriften ein, um ein Bürgerbegehren namens „Vier- und Marschlande erhalten“ gegen das Projekt Oberbillwerder zu initiieren. Als Begründung wurde der Schutz der Natur in den Vier- und Marschlanden genannt. Allerdings stammt der Baubeschluss vom Hamburger Senat und kann vom Bezirk Bergedorf nicht verändert werden. Die Hamburger Landesverbände von CDU und FDP sind gegen die Pläne, während SPD und Grüne das Vorhaben unterstützen. Bei den Bürgerschaftswahlen im Februar 2020 erzielten SPD und Grüne eine Zweidrittelmehrheit.
Das Bürgerbegehren kam am 28. Mai 2020 durch die erforderliche Unterschriftenzahl erfolgreich zustande. Auf der Sitzung vom 18. Juni 2020 übernahm die Bezirksversammlung Bergedorf das Bürgerbegehren mit den Stimmen der Opposition (CDU, Linke und AfD). Die im Bezirk regierende Koalition aus Grünen, FDP und SPD enthielt sich. Der Beschluss hat praktisch keine Auswirkung, denn die Entscheidung trifft weiter der Senat.
Als nach den Bezirksversammlungswahlen 2024 die Mehrheit für den Bebauungsplan in der Bezirksversammlung Bergedorf nicht mehr gegeben war, zog der Hamburger Senat das Verfahren an sich und beschloss kurz nach der Bürgerschaftswahl 2025 den Bebauungsplan.